# Cosimo Giorgieri Contri
Cosimo Giorgieri Contri (Lucca, 16 agosto 1870 – Viareggio, 14 febbraio 1943) è stato un poeta, scrittore e drammaturgo italiano.

## Stile
La sua ispirazione è inizialmente improntata al tardo romanticismo, ma già dalla prima raccolta di poesie, Versi tristi (1887), si notano influssi crepuscolari che, negli anni, andranno acquisendo sempre più consistenza.
Dal 1916 la sua vena poetica va man mano scemando per dar posto ad una solida e matura vena narrativa che, nel ventennio successivo, produrrà vari romanzi e novelle.
Si occupò anche di drammi e commedie in sintonia con le esigenze del teatro italiano dei suoi tempi.

## Opere

### Poesie
- Versi tristi, Torino, 1887
- Il convegno dei cipressi, Milano, 1894
- Primavere del desiderio e dell'oblio, Torino, 1903
- La donna del velo, Torino, 1905
- Cavalleggeri di Lodi, Roma, 1911
- Mirti in ombra, Torino, 1913
- Maggio del 1915, Roma, 1915
- La guerra e le acque, Roma, 1915
- Nisida, Roma, 1916
- Sonetti antichi, Roma, 1917
- Versi romani, Roma, 1918
- Versi toscani, Roma, 1918
- Crepuscolo degli alberi, Roma, 1919
- Monotonie, Roma, 1920
- Il convegno dei cipressi e altre poesie, Bologna, 1922

### Prosa
- Le ore al quadrante, raccolta di novelle, Firenze, 1918
- La donna allo specchio, raccolta di novelle, Milano, 1919
- L'amore oltre l'argine, raccolta di novelle, Milano, 1919
- La tavola del cambio, raccolta di novelle, Milano, 1920
- Le orme del satiro, romanzo, Milano, 1920
- Il profumo della cognata, romanzo, Milano, 1920
- Stefana, romanzo, Milano, 1927
- Non bisogna raccontare, raccolta di novelle, Milano, 1928
- Serenella delle fonti, romanzo, Milano, 1930
- Infida come l'onda, romanzo, Milano, 1934
- Elena ragazza povera, romanzo, Milano, 1941
- Vertigine della montagna, romanzo, Milano, 1942

### Teatro
- Flutti torbidi, dramma, Milano, 1910
- Cenerentolina, fiaba, Firenze, 1911
- La sorte del gioco, commedia, Roma, 1911
- Lo scrupolo, dramma, Milano, 1913
- Due donne, commedia, Genova, 1913 e 1921